# Emir Rodríguez Monegal
Emir Rodríguez Monegal (Melo, Cerro Largo, Uruguay, 28 de julio de 1921 - New Haven, Connecticut, Estados Unidos, 14 de noviembre de 1985) fue un docente, crítico literario, articulista y ensayista uruguayo. Fue, asimismo, el creador de la expresión «generación del 45», en referencia al movimiento literario integrado por los escritores uruguayos de su generación. Se desempeñó como profesor de literatura en el Instituto de Profesores Artigas de Montevideo y, desde 1969, impartió clases de literatura latinoamericana en la Universidad de Yale. Fue sobrino del escritor uruguayo José Monegal.

## Biografía

### Primeros años y formación
Emir Rodríguez Monegal nació el 28 de julio de 1921 en Melo, departamento de Cerro Largo, pero ya en 1923 su familia se trasladó a Montevideo. Durante los años treinta también alternó algunos períodos de residencia en las ciudades brasileras de Porto Alegre y Río de Janeiro, para más tarde ser inscrito en el Liceo Francés de Montevideo, donde cursó sus estudios secundarios y fue compañero de Manuel Flores Mora, Carlos Maggi y Ralph Seroussi. Egresó como bachiller en 1942.

### Comienzos de su carrera: de Marcha a Número (1943 - 1965)
En 1943, con apenas 22 años, Rodríguez Monegal ingresó como colaborador del mítico semanario Marcha, y en 1945 se convirtió en director de la sección literaria, cargo que mantuvo hasta 1957. A partir de entonces desarrolló su prolífica carrera como crítico literario, investigador y docente: entre 1948 y 1950 fue investigador  del  Instituto  Nacional  de 
Investigaciones y Archivos  Literarios, donde se dio a la tarea de ordenar los archivos de Julio Herrera y Reissig y Horacio Quiroga, cuyo Diario de viaje a París publicó prologado y anotado en 1949, y a partir del cual le dedicaría varios artículos y ensayos al autor de Cuentos de amor de locura y de muerte, así como también investigó los archivos de José Enrique Rodó, que le servirán años después al momento de editar sus Obras completas. Además de estas labores filológicas, en 1949 fundó (junto con Manuel Arturo Claps e Idea Vilariño) la revista Número, que se publicó hasta 1955 y en donde publicó varios de sus trabajos. También colaboró con el diario El País y las revistas Anales de Ateneo y Escritura, entre otras publicaciones.
Durante esta época conoció a Jorge Luis Borges, cuya obra defendió de los continuos ataques que recibía por parte de la crítica especializada. Borges posteriormente lo mencionaría, como retribución, en su cuento «La otra muerte», incluido en la colección El Aleph:

El segundo episodio se produjo en Montevideo, meses después. La fiebre y la agonía del entrerriano me sugirieron un relato fantástico sobre la derrota de Masoller; Emir Rodríguez Monegal, a quien referí el argumento, me dio unas líneas para el coronel Dionisio Tabares, que había hecho esa campaña.
Borges, Jorge Luis (2000). «La otra muerte». El Aleph. Barcelona: Biblioteca de la Literatura Universal. p. 57.

En este período, Rodríguez Monegal entabló contacto además con otros importantes escritores e intelectuales, como Juan Carlos Onetti, Nicolás Guillén, Adolfo Bioy Casares, Carlos Real de Azúa, César Fernández Moreno y Mario Benedetti, entre otros.

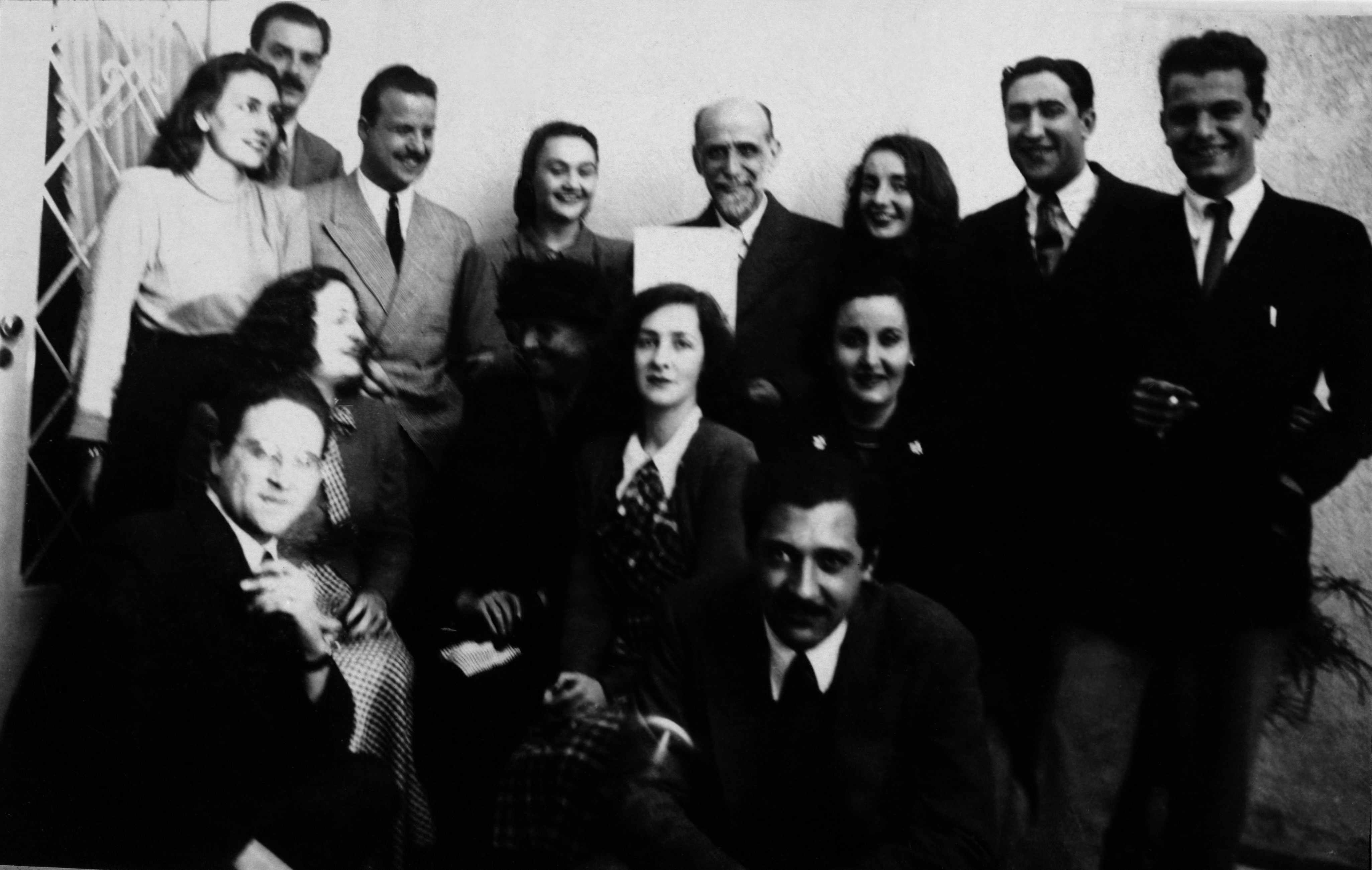
La Generación del 45 en ocasión de la visita de Juan Ramón Jiménez. De izquierda a derecha, parados: María Zulema Silva Vila, Manuel Arturo Claps, Carlos Maggi, María Inés Silva Vila, Juan Ramón Jiménez, Idea Vilariño, Emir Rodríguez Monegal, Ángel Rama. Sentados: José Pedro Díaz, Amanda Berenguer, Zenobia Camprubí, Ida Vitale, Elda Lago, Manuel Flores Mora.

En 1949, el Consejo Británico le otorgó una beca para estudiar en la Universidad de Cambridge durante un año. Rodríguez Monegal aprovechó en parte la estadía en Cambridge para estudiar la influencia del romanticismo inglés en las letras hispanoamericanas, investigación que fue el germen de una biografía literaria de Andrés Bello. Regresó a su país en 1951 y viajó a Chile en 1954 con intención de ampliar y mejorar dicho trabajo, y donde pudo conocer en persona a los poetas Pablo Neruda y Nicanor Parra, entre otros. 
Sin descuidar sus otras actividades, Emir Rodríguez Monegal se desempeñó además durante estos años como profesor de literatura en el Instituto de Profesores Artigas y en el centro de enseñanza secundaria Instituto Alfredo Vásquez Acevedo.
En 1957 Rodríguez Monegal abandonó la dirección de la sección literaria de Marcha y se instaló nuevamente en Inglaterra gracias a otra beca, donde permaneció hasta 1960, continuando sus investigaciones para la biografía de Bello.  Nuevamente de regreso en Uruguay, reflotó la revista Número en 1963, incorporado a Mario Benedetti y Carlos Martínez Moreno; sin embargo, esta segunda etapa de la revista sólo duró tres números, finalizando su publicación apenas un año después, tras lo cual Rodríguez Monegal se trasladó a París.

### París y Mundo Nuevo (1966 - 1968)
En la capital francesa, Rodríguez Monegal anunció la creación de una nueva revista literaria, Mundo Nuevo, aparecida en julio de 1966. En la presentación redactada para su primer número, el autor dio a conocer el propósito fundamental de la revista en los siguientes términos:

El propósito de Mundo Nuevo es insertar la cultura latinoamericana en un contexto que sea a la vez internacional y actual, que permita escuchar las voces casi siempre inaudibles o dispersas de todo un continente y que establezca un diálogo que sobrepase las conocidas limitaciones de nacionalismos, partidos políticos (nacionales o internacionales), capillas más o menos literarias y artísticas. Mundo Nuevo no se someterá a las reglas de un juego anacrónico que ha pretendido reducir toda la cultura latinoamericana a la oposición de bandos inconciliables y que ha impedido la fecunda circulación de ideas y puntos de vista contrarios. Mundo Nuevo establecerá sus propias reglas de juego, basadas en el respeto por la opinión ajena y la fundamentación razonada de la propia; en la investigación concreta y con datos fehacientes de la realidad latinoamericana, tema aún inédito; en la adhesión apasionada a todo lo que es realmente creador en América Latina.
Rodríguez Monegal, Emir (julio de 1966). «Presentación». Mundo Nuevo (París) (1): 4. Consultado el 10 de marzo de 2010.

La aparición de Mundo Nuevo provocó una cierta polémica en el ámbito literario hispanoamericano, más por cuestiones políticas que literarias, ya que autores e intelectuales vinculados a la revista Casa de las Américas, con su director Roberto Fernández Retamar a la cabeza, señalaban a Mundo Nuevo como un instrumento de penetración cultural del gobierno estadounidense a fin de neutralizar el impacto cultural de la Revolución cubana, al estar financiada por la Fundación Ford y vinculándola con el Congreso por la Libertad de la Cultura organizado y financiado por la CIA, por lo que llamaban a aquellos autores comprometidos con el proceso revolucionario a no colaborar en ella. Con todo, Mundo Nuevo publicó artículos y fragmentos de obras literarias de diversos y destacados colaboradores; por sus páginas pasaron, entre otros, Jean-Paul Sartre, Pablo Neruda, Carlos Fuentes, Nicanor Parra, Juan Goytisolo, Jorge Luis Borges, Severo Sarduy y Leopoldo Marechal. Asimismo, también hay que mencionar sus gestiones para que se publicara la novela del exiliado cubano en París Severo Sarduy De donde son los cantantes, después del rechazo inicial de Seix Barral, a la que le dedicó varios artículos.
Mientras tanto, entre 1966 y 1967, Monegal publicó dos nuevas obras biográficas: El viajero inmóvil: Introducción a Pablo Neruda y Genio y figura de Horacio Quiroga.
Dos años después de su primera edición, en julio de 1968, Monegal renunció a la dirección de Mundo Nuevo debido a diferencias con la Fundación Ford, que financiaba la publicación. La base de estas diferencias radicaba en el lugar que para cada una de las partes debía ser editada la revista: mientras que Fundación Ford pretendía que la revista fuese editada en América Latina, su fundador mantenía firme el propósito de seguir publicándola en París. Tituló su último editorial «Tarea cumplida».
Al regresar a Montevideo, se encontró con la noticia de que había sido destituido de sus actividades como profesor por «abandono de cargo». Ante esta situación —sus ingresos quedaban reducidos a su actividad como crítico en revistas, no muy bien remunerada—, se vio obligado a irse del país y pasó un tiempo en Venezuela, Francia e Inglaterra. En 1969 finalmente vio la luz su biografía El otro Andrés Bello, en una editorial venezolana. Ese mismo año, la Universidad de Yale le ofreció la cátedra de Literatura Hispanoamericana, por lo que se trasladó a New Haven, cargo que ocupó hasta su muerte.

### Yale y últimos años (1969 - 1985)
Una vez establecido en New Haven, Emir Rodríguez Monegal alternó sus clases de «Literatura Hispanoamericana» (materia que incluía además literatura brasileña y análisis literario comparado) con la investigación. Publicó desde entonces varios libros biográficos y de crítica literaria en diversos idiomas (español, portugués, francés, italiano e inglés). A su vez, continuó colaborando con revistas especializadas como «Plural» (1973 a 1975), «Vuelta» (1978 a 1985) y «Jaque» (1984 a 1985), entre otras muchas publicaciones. 
En 1972, su hija fue presa en Uruguay por encontrarse vinculada al Movimiento de Liberación Nacional - Tupamaros y Rodríguez Monegal fue acusado de subvencionar a dicha organización por el dinero que enviaba a su hija.  Como consecuencia, le fue negado el pasaporte uruguayo y no pudo regresar a su país, en una situación análoga a la de Ángel Rama, a quien la  dictadura uruguaya también privó de su pasaporte.  
Por otra parte, durante 1977, la Enciclopedia Británica dejó a su cargo la redacción del artículo sobre Borges. Consultado por Miguel Ángel Campodónico, Rodríguez Monegal reconoció que la obra que más satisfacción le produjo de las editadas en el extranjero fue la voluminosa biografía Jorge Luis Borges: A literary biography, publicada en 1978.
En marzo de 1985, el mismo mes en que Uruguay recuperó la democracia, a Monegal le detectaron un cáncer que lo impulsó a darle forma a un proyecto largamente postergado: la escritura de sus memorias. Planeado originalmente como una obra en cinco partes, sólo llegó a terminar la primera, dedicada a su infancia. El 1° de noviembre de ese año pudo volver finalmente a su país; sin embargo, decidió volver a New Haven, donde murió en el hospital de Yale apenas trece días después, el 14 de noviembre. Su memorias de infancia fueron publicadas por la editorial Vuelta, de Octavio Paz, en 1989.

## Obra
A lo largo de su carrera, Emir Rodríguez Monegal publicó diversos libros y centenares de artículos, ensayos y reseñas sobre asuntos literarios, escritores y obras. Redactó además varios prólogos y realizó algunas ediciones. Si bien su especialidad fue la literatura latinoamericana, su vasto estudio abarcó asimismo trabajos de intelectuales y escritores de Estados Unidos y Europa.
Literatura uruguaya
En el marco de la literatura de su país, escribió sobre Eduardo Acevedo Díaz, Delmira Agustini, Enrique Amorim, Roberto Ares Pons, Manuel Bernárdez, Roberto de las Carreras, Víctor Dotti, Francisco Espínola, Felisberto Hernández, Julio Herrera y Reissig, Antonio Larreta, Conde de Lautréamont, Carlos Maggi, Carlos Martínez Moreno, Daniel Muñoz, Juan Carlos Onetti, Horacio Quiroga, Carlos Real de Azúa, José Enrique Rodó, Florencio Sánchez, Javier de Viana, Idea Vilariño y Arturo Sergio Visca.
Literatura latinoamericana
En este ámbito, se destacan sus trabajos sobre Mario de Andrade, Cyro dos Anjos, Miguel Ángel Asturias, Mariano Azuela, Andrés Bello, Adolfo Bioy Casares, Jorge Luis Borges, Marta Brunet, Honorio Bustos Domecq, Guillermo Cabrera Infante, Alejo Carpentier, Euclides da Cunha, José Donoso, Juan Cunha, Líber Falco, Macedonio Fernández, Carlos Fuentes, Rómulo Gallegos, Francisco García Calderón, Gabriel García Márquez, Salvador Garmendia, José Santos González Vera, Pedro Henríquez Ureña, Washington Lockhart, Eduardo Mallea, Leopoldo Marechal, José Martí, Ezequiel Martínez Estrada, Gabriela Mistral, Pablo Neruda, Victoria Ocampo, Miguel Otero Silva, Nicanor Parra, Octavio Paz, Manuel Puig, Graciliano Ramos, José Lins do Rego, Alfonso Reyes, Manuel Rojas, João Guimarães Rosa, Rubén Darío, Juan Rulfo, Pedro Salinas, Baldomero Sanin Cano, Severo Sarduy, Mario Vargas Llosa, David Viñas y Silvio Zavala.
Literatura universal
Le dedicó páginas a varios exponentes de la literatura universal, tales como Amado Alonso, Max Aub, José Bergamín, Arturo Barea, Charles Baudelaire, Elizabeth Bowen, Jacques Derrida, Charles Dickens, Emily Dickinson, Thomas Stearns Eliot, Ralph Waldo Emerson, William Faulkner, André Gide, Juan Goytisolo, Graham Greene, Ernest Hemingway, Hillary Richard, Aldous Huxley, Henry James, James Joyce, Franz Kafka, Carlo Levi, Pär Lagerkvist, Edgar Lustgarten, León Felipe, Thomas Mann, Marcelino Menéndez y Pelayo, Alberto Moravia, Vladimir Nabokov, Paul Nizan, George Orwell, Cesare Pavese, Marcel Proust, Jean-Paul Sartre, Anna Seghers, Ramón Sender, George Bernard Shaw, Mark Twain, Rex Warner, Virginia Woolf y Walt Whitman.

### Obras propias
- Aspectos de la novela del siglo XX (1946)
- José Enrique Rodó en el Novecientos (Número. 1950)
- José Lins do Rego y algunos problemas de la novela brasileña (1952)
- El juicio de los parricidas: La nueva generación argentina y sus maestros (1956)
- Las raíces de Horacio Quiroga (Asir. 1961)
- Narradores de esta América (Alfa, 1961), edición ampliada en dos tomos en 1969 y 1972.
- Eduardo Acevedo Díaz: Dos versiones de un tema (1963)
- Ingmar Bergman: Un dramaturgo cinematográfico, con H. Garcia Thevenet (1964)
- Literatura uruguaya del medio siglo (Alfa, 1966)
- El viajero inmóvil: Introducción a Pablo Neruda (Losada, 1966)
- Genio y figura de Horacio Quiroga (Eudeba, 1967)
- El desterrado: Vida y obra de Horacio Quiroga (Losada, 1968)
- Vínculo de sangre. Acevedo Díaz, novelista (1968)
- El arte de narrar. Diálogos (1968)
- Sexo y poesía en el 900 uruguayo (1969)
- El otro Andrés Bello (1969)
- Borgès par lui-même (1970)
- Tres testigos españoles de la Guerra Civil: Max Aub, Ramón Sender, Arturo Barea (1971)
- El Boom de la novela latinoamericana (1972)
- Borges: hacia una lectura poética (1976)
- Jorge Luis Borges: A literary biography (1978)
- Borges por él mismo (1979)
- Borges: uma poética da leitura (1980)
- Jorge Luis Borges: Biographie littéraire (1983)
- Las formas de la memoria I. Los magos (1989)

### Ediciones
- Diario de viaje a París (Horacio Quiroga). Montevideo: Número, 1950.
- La literatura uruguaya del Novecientos (compilado por Emir Rodríguez Monegal). Montevideo: Número, 1950.
- Páginas (José Enrique Rodó). Buenos Aires: Eudeba, 1963.
- El cuento uruguayo: de los orígenes al modernismo (compilado por Emir Rodríguez Monegal). Buenos Aires: Eudeba, 1965.
- Los rostros del amor (Juan Carlos Onetti). Montevideo: Cuaderno Oriental, 1966.
- Obras completas (José Enrique Rodó). Madrid: Aguilar, 1967.
- Novelas y cuentos completos (Juan Carlos Onetti). México: Aguilar, 1970.
- The Borzoi Anthology of Latin American Literature (compilado por Emir Rodríguez Monegal). Nueva York: Alfred A. Knopf, 1977.
- Maestros hispánicos del siglo veinte (compilado por Emir Rodríguez Monegal y Suzanne Jill Levine). Nueva York: Harcourt Brace Joavanovich, 1979.
- Pablo Neruda (Emir Rodríguez Monegal y Enrico Mario Santí). Madrid: Taurus, 1980.
- Borges: a reader (Jorge Luis Borges, compilado por Emir Rodríguez Monegal y Alastair Reid). Nueva York: Dutton, 1.ª edición, 1981.
- Die neue welt (compilado por Emir Rodríguez Monegal). Fráncfort del Meno: Suhrkamp, 1982.
- Noticias secretas y públicas de América. Barcelona: Tusquets, 1984.
- Textos cautivos: ensayos y reseñas en El Hogar (Jorge Luis Borges). Barcelona: Tusquets, 1986.

### Prólogos
- Diario de viaje a París (Horacio Quiroga). Montevideo: Revista del Instituto de Investigaciones y Archivos Literarios, 1949.
- Montevideanos (Mario Benedetti). Montevideo: Alfa, 1961.
- Páginas (José Enrique Rodó). Buenos Aires: Eudeba, 1963.
- Grito de gloria (Eduardo Acevedo Díaz). Montevideo: Ministerio de Instrucción Pública y Previsión Social, 1964.
- Nativa (Eduardo Acevedo Díaz). Montevideo: Ministerio de Instrucción Pública y Previsión Social, 1964.
- Lanza y sable (Eduardo Acevedo Díaz). Montevideo: Ministerio de Instrucción Pública y Previsión Social, 1965.
- El cuento uruguayo: de los orígenes al modernismo (compilado por Emir Rodríguez Monegal). Buenos Aires: Eudeba, 1965.
- Selección de cuentos (Horacio Quiroga). Montevideo: Ministerio de Instrucción Pública y Previsión Social, 1966.
- Obras completas (José Enrique Rodó). Madrid: Aguilar, 1967.
- Historia de un amor turbio (Horacio Quiroga). Montevideo: Ministerio de Educación y Cultura de Uruguay, 1968.
- El arte de narrar (Emir Rodríguez Monegal). Caracas: Monte Ávila, 1968.
- Evaristo Carriego (Jorge Luis Borges). París: Seuil, 1969.
- Obras completas (Juan Carlos Onetti). Madrid: Aguilar, 1979.
- Borges: uma poética da leitura. São Paulo: Perspectiva, 1980.
- Cuentos (Horacio Quiroga, compilado por Emir Rodríguez Monegal). Caracas: Ayacucho, 1981.
- Primeras historias (João Guimarães Rosa, traducción de Virginia Fagnani Wey). Barcelona: Seix Barral, 1982.
- Ficcionario (Jorge Luis Borges). México: FCE, 1.ª edición, 1985.
- Transblanco (Octavio Paz y Haroldo de Campos). Río de Janeiro: Guanamara, 1986.

### Prensa
Emir Rodríguez Monegal redactó artículos para los siguientes medios de prensa, periódicos y publicaciones universitarias:
- Anales del Ateneo (Montevideo)
- Books Abroad (Universidad de Oklahoma)
- Brecha (Montevideo)
- Clinamen (Uruguay)
- Cuadernos Hispanoamericanos (Madrid)
- Daedalus (Academia Estadounidense de las Artes y las Ciencias, Cambridge)
- Diacritics (Universidad Cornell, Nueva York)
- Eco (Bogotá)
- El País (Montevideo)
- Escritura (Montevideo)
- Film (Montevideo)
- Jaque (Montevideo)
- Maldoror (Montevideo)
- Marcha (Montevideo)
- Mundo Nuevo (París)
- Número (Montevideo)
- Plural (Ciudad de México)
- Reporter (Montevideo)
- Revista de Occidente (Madrid)
- Revista de la Universidad de México
- Revista Iberoamericana (Pittsburgh)
- Sur (Buenos Aires)
- Temas (Montevideo)
- Vuelta (Ciudad de México)